# Goa
Goa (Konkani: गोंय, goṃya; Marathi: गोवा, govā) ist der kleinste indische Bundesstaat. Er liegt an der mittleren Westküste Indiens, hat eine Fläche von 3702 Quadratkilometern und knapp 1,5 Millionen Einwohner (Volkszählung 2011). Die Hauptstadt Goas ist Panaji, von den Portugiesen Pangim, von den Briten Panjim genannt.
Goa ist nach der ehemals gleichnamigen Stadt, heute Velha Goa, benannt. Die Region war als Teil Portugiesisch-Indiens rund 450 Jahre lang portugiesische Kolonie und weist daher eine besondere kulturelle Prägung auf. Kaum ein indischer Bundesstaat ist kulturell so nachhaltig von einer europäischen Kolonialmacht beeinflusst worden wie Goa. Dies zeigt auch der hohe katholische Bevölkerungsanteil.

## Geografie

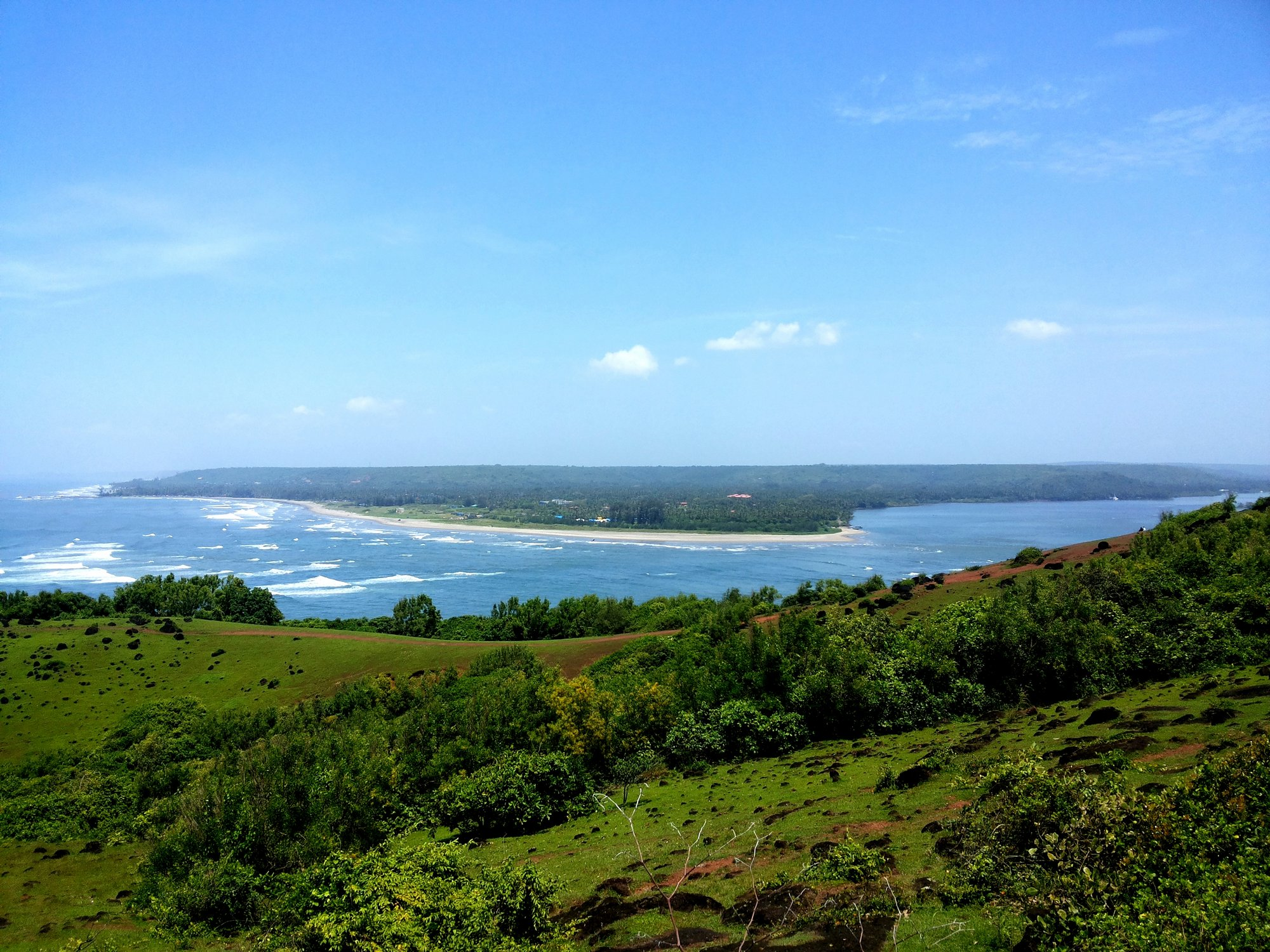
Mündung des Flusses Chapora

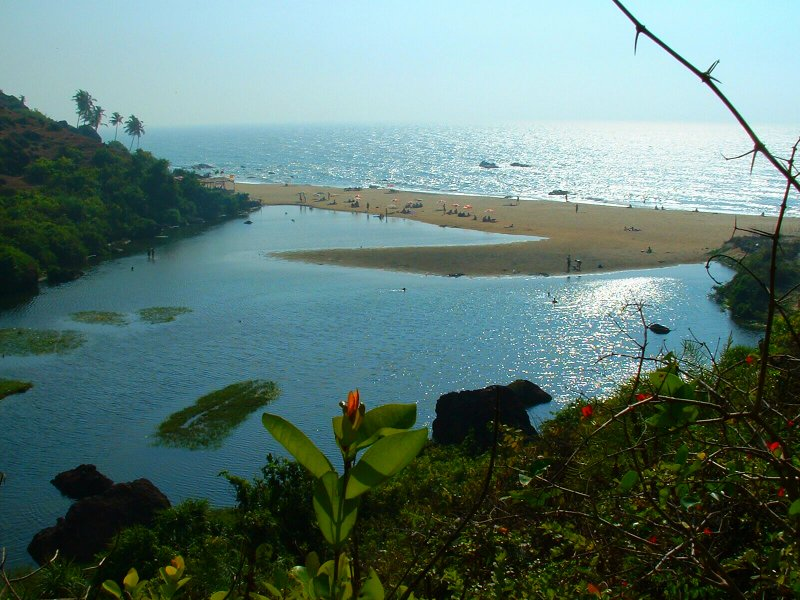
Strand von Arambol, Pernem

Mit einer Fläche von 3702 Quadratkilometern, einer Nord-Süd-Ausdehnung von 105 Kilometern sowie einer West-Ost-Ausdehnung von höchstens 65 Kilometern ist Goa der kleinste Bundesstaat Indiens.
Goa liegt an der Konkanküste, der mittleren Westküste Indiens. Es grenzt im Norden an den Bundesstaat Maharashtra, im Süden und Osten an Karnataka sowie im Westen an das Arabische Meer. Die Küstenlänge beträgt 101 Kilometer.
An die schmale Küstenebene schließen sich terrassenähnliche, 30 bis 100 Meter hohe Tafelländer an, die nach Osten in Ausläufer der Westghats übergehen. Die Berge der Westghats, die etwa 15 Prozent der Landesfläche einnehmen, sind im Schnitt 800 Meter hoch, einzelne Berge steigen aber bis über 1000 Meter auf. Goas höchste Erhebung ist mit 1167 Metern über dem Meeresspiegel der Sonsogor.
Goas Küstenlinie ist durch breite Flussmündungen zergliedert. Die Mormugao-Bucht gilt als einer der besten Naturhäfen Südasiens. Alle größeren Flüsse entspringen in den Westghats. Am bedeutendsten sind die Flüsse Zuari und Mandovi im Zentrum Goas, Chapora und Terekhol im Norden sowie Sal und Talpona im Süden.

### Klima
Das Klima ist tropisch und wird, wie allgemein in Indien, durch den Monsun bestimmt. Der Sommermonsun setzt etwa Mitte Juni ein und dauert in der Regel bis September. Im Schnitt beträgt die jährliche Niederschlagsmenge zwischen 2800 und 3500 mm, in einigen höher gelegenen Bergregionen können die Niederschläge aber auch wesentlich stärker (bis zu 7500 mm) ausfallen. Während des Monsuns schwanken die Temperaturen um die 26 °C.
Auf den Monsun folgt die trockene Jahreszeit von Oktober bis Anfang Juni mit etwa gleich bleibenden Temperaturen zwischen 25 und 27 °C im Durchschnitt. Nur in der heißen Saison im April und Mai steigen die Durchschnittstemperaturen auf 29 bis 30 °C, tagsüber auf bis zu 35 °C. Auf Grund der Meeresnähe herrscht in Goa auch in der trockenen Jahreszeit stets eine relativ hohe Luftfeuchtigkeit von etwa 60 %.
|                       | Jan  | Feb  | Mär  | Apr  | Mai   | Jun   | Jul   | Aug   | Sep   | Okt   | Nov  | Dez  |   |      |
| Mittl. Tagesmax. (°C) | 31,6 | 31,5 | 32,0 | 33,0 | 33,0  | 30,3  | 28,9  | 28,8  | 29,5  | 31,6  | 32,8 | 32,4 | ⌀ | 31,3 |
| Mittl. Tagesmin. (°C) | 19,6 | 20,5 | 23,2 | 25,6 | 26,3  | 24,7  | 24,1  | 24,0  | 23,8  | 23,8  | 22,3 | 20,6 | ⌀ | 23,2 |
|                       |      |      |      |      |       |       |       |       |       |       |      |      |   |      |
| Niederschlag (mm)     | 0,2  | 0,1  | 1,2  | 11,8 | 112,7 | 868,2 | 994,8 | 518,7 | 251,9 | 124,8 | 30,9 | 16,7 | Σ | 2932 |
|                       |      |      |      |      |       |       |       |       |       |       |      |      |   |      |
| Regentage (d)         | 0,0  | 0,0  | 0,1  | 0,8  | 4,2   | 21,9  | 27,2  | 13,3  | 13,5  | 6,2   | 2,5  | 0,4  | Σ | 90,1 |

| 19,6 |

| 20,5 |

| 23,2 |

| 25,6 |

| 26,3 |

| 24,7 |

| 24,1 |

| 24,0 |

| 23,8 |

| 23,8 |

| 22,3 |

| 20,6 |

| 19,6 |

| 20,5 |

| 23,2 |

| 25,6 |

| 26,3 |

| 24,7 |

| 24,1 |

| 24,0 |

| 23,8 |

| 23,8 |

| 22,3 |

| 20,6 |

### Vegetation
Während in ganz Indien rund 20 Prozent der Fläche bewaldet sind, sind es in Goa etwa 38 Prozent. Dichte Bewaldung findet sich vor allem im Berg- und Hochland. In Lagen von über 500 Metern erstrecken sich überwiegend immergrüne Feuchtwälder mit Magnoliengewächsen, Feigen-, Teak- und Salbäumen sowie einem dichten Unterholz aus Bambus und Farnen. Häufig anzutreffen sind zudem Lianen und Orchideen. Auf den tiefer gelegenen Hochebenen herrschen Akazien und andere laubabwerfende Baumarten vor. In Höhen zwischen 50 und 200 Metern wechseln sich die ursprünglichen offenen Buschwälder mit großen Kaschubaumpflanzungen ab.
Im Tiefland ist die ursprüngliche Pflanzendecke aufgrund der hohen Besiedlungsdichte weitgehend zerstört, stattdessen findet man dort eine vom Ackerbau geprägte Kulturlandschaft vor. Lediglich an Flussmündungen gibt es noch Mangrovenwälder, die jedoch durch Abholzung zur Gewinnung von Feuerholz und Baustoffen bedroht sind. Entlang der Küsten wachsen neben zahlreichen Gräsern und Sträuchern vor allem Palmengewächse, darunter die auch wirtschaftlich genutzten Kokospalmen.

### Tierwelt
Unter den rund 40 in Goa vorkommenden Säugetierarten sind Gaure und die seltenen Indischen Leoparden die größten Lebewesen. Weitaus häufiger sind kleinere Katzenarten, besonders Zibetkatzen, Musangs und Rohrkatzen, sowie Affen und Halbaffen, darunter die von den Hindus als heilig erachteten und daher auch in besiedelten Gegenden allgegenwärtigen Hanuman-Languren. Dagegen findet man Hirscharten wie Sambars, Axishirsche, Schweinshirsche und Muntjaks nur in geschlossenen Waldgebieten, ebenso Lippenbären, Wild- und Stachelschweine. Streifenhyänen und Goldschakale bevorzugen offeneres Gelände. 423 Vogelarten wurden bisher in Goa nachgewiesen, unter anderem Würger, Eisvögel, Hirtenmainas, Papageien und Reiher. Die am häufigsten vorkommenden Kriechtiere sind Schlangen, darunter die giftigen Kobras. Deren natürliche Fressfeinde sind die Mungos, die daher auch in der Nähe menschlicher Siedlungen geduldet werden. Aber auch viele Fangschrecken kommen aus der Region.

## Bevölkerung

### Demografie

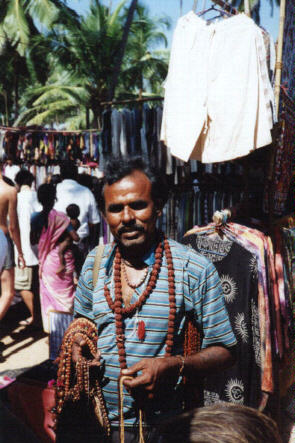
Händler auf dem Flohmarkt nahe Anjuna Beach

Nach der indischen Volkszählung 2011 hat Goa 1.457.723 Einwohner. Gemessen an der Einwohnerzahl ist Goa der viertkleinste Bundesstaat Indiens. Die Bevölkerungsdichte liegt mit 394 Einwohnern pro Quadratkilometern nur unwesentlich über dem Landesdurchschnitt. Goas Bevölkerung ballt sich vor allem in den nördlichen und mittleren Küstengebieten, während die Hochland- und Berggegenden des Hinterlandes viel dünner besiedelt sind. Von allen indischen Bundesstaaten weist Goa mit 62,2 Prozent den höchsten Verstädterungsgrad auf. Im Landesdurchschnitt leben dagegen nur 31,2 Prozent aller Inder in Städten.
Dank des für indische Verhältnisse hohen Lebensstandards ist mittlerweile etwa jeder dritte Goanese ein aus einem anderen indischen Bundesstaat Zugewanderter. Etwa ein Drittel der Einwanderer stammt allein aus Karnataka, gefolgt von Kerala und Gujarat. Ein bedeutender Anteil der Einwohner zumindest der Hauptstadt Goas ist portugiesischer Abstammung und römisch-katholisch (Goa-Katholiken), die Mehrheit der Einwohner spricht die vom Portugiesischen stark beeinflusste Konkani-Sprache. Im ländlichen Raum lebt demgegenüber eine kleine Gruppe von etwa 25.000 Adivasi (Ureinwohner), die als Gauda bekannt sind.
Zensusbevölkerung von Goa seit der ersten Volkszählung im Jahr 1951.
| Zensusjahr | Einwohnerzahl |
| ---------- | ------------- |
| 1951       | 547.000       |
| 1961       | 590.875       |
| 1971       | 795.997       |
| 1981       | 1.008.373     |
| 1991       | 1.170.115     |
| 2001       | 1.348.900     |
| 2011       | 1.457.723     |

### Sprachen
Die traditionelle Sprache der Goaner ist Konkani, ursprünglich ein Dialekt des Marathi, der später als eigenständige Sprache anerkannt wurde. Konkani weist Einflüsse aus dem Portugiesischen und Kannada auf. Es wird bevorzugt in Devanagari, bisweilen aber auch in lateinischer Schrift geschrieben. Durch zunehmende westliche Einflüsse, die von einigen betriebene Angliederung Goas an Maharashtra in den 1960er Jahren sowie die in den 1980ern geplante Erhebung von Marathi zur Amtssprache war Konkani in seinem Fortbestand bedroht. Eine Bewegung zum Erhalt der Sprache führte aber dazu, dass es heute wieder die allgemein übliche Umgangssprache der Bevölkerung und am 19. Dezember 1987 Amtssprache des Bundesstaats Goa wurde. Daneben darf auch Marathi, das in einigen ländlichen Gegenden Nordgoas als Muttersprache gesprochen wird, für offizielle Zwecke verwendet werden. Englischkenntnisse sind im Fremdenverkehr nützlich, der für Goa von wirtschaftlicher Bedeutung ist. Daher wird es von den meisten Goanern mehr oder weniger gut beherrscht. Als Bildungssprache hat es das Portugiesische weitgehend abgelöst. Letzteres wird nur noch von einigen christlichen Familien oder Nachfahren portugiesischer Siedler gepflegt, die meistens einer Brahmanen-Kaste angehören. Wie das Englische, so wird auch Hindi häufig als Verkehrssprache zur Verständigung zwischen Sprechern verschiedener Muttersprachen angewandt. Unter den jüngeren Bevölkerungsschichten Goas hat sich eine Mischung aus Hindi, Konkani und Englisch als Umgangssprache etabliert, die sich an den Sprachgebrauch der Bollywood-Filme anlehnt. Zuwanderer aus anderen Bundesstaaten verwenden untereinander ihre Muttersprachen. Besonders Kannada hat daher zahlreiche Sprecher in Goa.

### Religionen

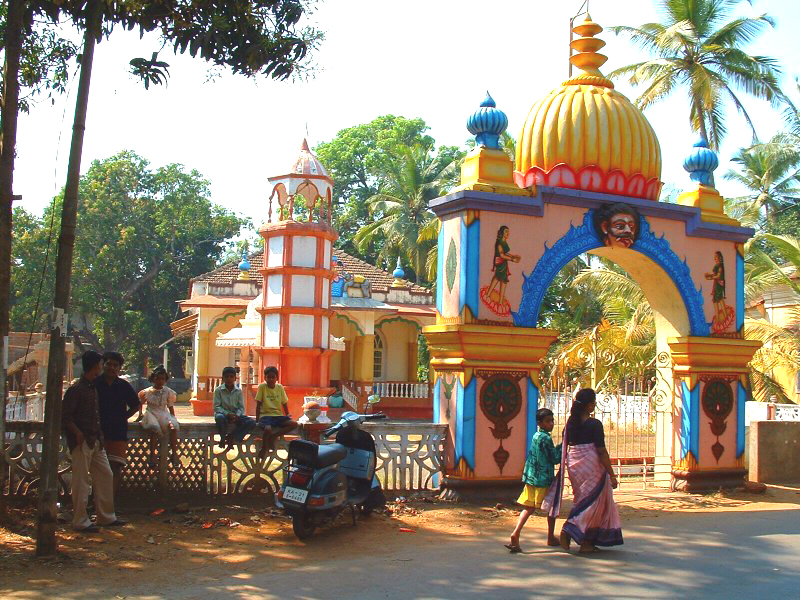
Farbenfroher Hindu-Tempel in Siolim im Norden Goas

Hindus stellen mit 66 Prozent (Volkszählung 2011) die deutliche Mehrheit der Bevölkerung Goas. Seit dem Anschluss Goas an Indien ist ihr Anteil langsam aber stetig gestiegen, was vor allem auf Zuwanderung aus anderen Bundesstaaten zurückzuführen ist. Durch die portugiesische Kolonialgeschichte gibt es aber auch eine starke Präsenz von Christen (fast ausschließlich Katholiken). Während der Kolonialzeit stellten Christen noch die Bevölkerungsmehrheit, heute stellen sie mit 25 Prozent noch eine bedeutende Minderheit. Damit stellt Goa nach Osttimor und den Philippinen das Gebiet mit der stärksten katholischen Prägung in Asien dar. Eingeführt wurde der Katholizismus im 16. Jahrhundert durch die Missionstätigkeit der Portugiesen. Unter der Inquisition wurden viele Hindus zur Annahme des christlichen Glaubens gezwungen. Muslime machen 8 Prozent der Bevölkerung aus. Während Hindus und Christen etwa gleichmäßig auf ländliche Gebiete und Städte verteilt sind, lebt die muslimische Minderheit zumeist im ländlichen Raum.

### Bildung
Goa hat ein im Vergleich zu den meisten anderen Bundesstaaten Indiens gut ausgebautes Bildungswesen. Dies zeigt sich am deutlichsten in der Alphabetisierungsrate, der vierthöchsten aller 29 Bundesstaaten. Nach der Volkszählung 2011 beträgt sie 87,4 Prozent (Männer: 92,8 Prozent; Frauen: 81,8 Prozent) und liegt damit deutlich über dem gesamtindischen Durchschnitt von 74,0 %. 97 Prozent aller schulpflichtigen Kinder werden tatsächlich eingeschult.
Seit 1985 verfügt Goa auch über eine Universität. Die in Taleigao, etwas außerhalb von Panaji, gelegene Goa University hat elf Fakultäten. Daneben gibt es zwei private und ein öffentliches technisches College sowie ein staatliches College für Medizin. Das Goa Institute of Management ist in privater Hand.

### Größte Städte
| Stadt                     | Einwohner |
| ------------------------- | --------- |
| Mormugao                  | 94.393    |
| Madgaon                   | 87.650    |
| Panaji                    | 70.991    |
| Mapusa                    | 39.989    |
| Curchorem                 | 22.730    |
| Ponda                     | 22.664    |
| Sancoale                  | 21.923    |
| Bicholim                  | 16.986    |
| Cuncolim                  | 16.623    |
| Curti                     | 16.385    |
| Davorlim                  | 15.350    |
| Penha de Franca           | 15.342    |
| Chimbel                   | 15.289    |
| Quepem                    | 14.795    |
| Quelle: Volkszählung 2011 |           |

## Geschichte

### Frühe Geschichte (bis 10. Jahrhundert n. Chr.)
Goas belegte Geschichte reicht bis in das 3. Jahrhundert v. Chr. zurück, als die örtlichen Herrscher, darunter die in Chandrapura im Süden Goas residierenden Bhojas, dem Maurya-Reich untertan waren. Zu diesem Zeitpunkt war es auch schon den Griechen bekannt. Der griechische Geograf Ptolemäus beschrieb die Küstengegend des heutigen Goa im 2. Jahrhundert n. Chr. unter dem Namen Nelkinda. Hinweise auf noch weiter zurückreichende Zusammenhänge, wie etwa die Annahme, dass die Sumerer schon vor 4000 Jahren Handel mit Goa getrieben haben sollen, sind dagegen nicht belegt.
Nach dem Zerfall des Maurya-Reiches nach dem Tode Ashokas im Jahre 232 v. Chr. geriet Goa unter die Herrschaft der Shatavahanas, die für vier Jahrhunderte weite Teile des Dekkans, einschließlich Goa, regierten. Auch die Bhojas mussten sich ihnen gegen Ende des 2. Jahrhunderts beugen. Um 250 n. Chr. trat die Abhira-Dynastie als Beherrscher der gesamten Konkanküste in Erscheinung, später die Kalachuris.
Um 580 fiel Goa den Chalukyas zu, die seit etwa 550 ein mächtiges Reich in Zentral- und Südindien errichtet hatten. Den Chalukyas folgten um die Mitte des 8. Jahrhunderts die Rashtrakutas. Unter deren Vasallenkönigen, den Silharas, erreichte der Seehandel mit Arabien eine bis dahin unerreichte Blüte.

### Eigenständigkeit unter den Kadambas (973 bis 1237/38)
973 gelang es den Chalukyas, ihre alten Widersacher, die Rashtrakutas, zu beseitigen und ihre Herrschaft wiederherzustellen. Die Neuverteilung der Kräfte auf dem Dekkan nutzten indes die Kadambas, um Goa an sich zu reißen. König Shastadeva I. (regierte etwa 960 bis 1008) verlegte seine Hauptstadt nach Chandrapura. Sein Reich ist unter dem Namen Gopakkapattana bekannt. Damit wurde Goa erstmals in seiner Geschichte Mittelpunkt eines eigenständigen Reiches.
Shastadevas I. Nachfolger machten 1054 Govapuri an der Stelle des heutigen Velha Goa zur Hauptstadt. Der Handel gedieh weiterhin, und neue Handelsbeziehungen unter anderem nach Ostafrika, Ceylon, Bengalen und Südostasien führten zu Wohlstand und kultureller Blüte.
Zum Höhepunkt kam die Herrschaft der Kadambas unter Jayakeshi II. (1104–1148). Er zielte auf die Ablösung der Chalukyas, die noch immer den Dekkan kontrollierten. Stattdessen setzten die Yadavas am Ende des 12. Jahrhunderts dem verfallenden Chalukya-Königreich ein Ende und bedrohten nun auch die Kadambas. Auch mit dem südlichen Hoysala-Reich kam es im frühen 13. Jahrhundert zu kriegerischen Auseinandersetzungen. 1237/38 führte der Einfall der Yadavas schließlich zum Ende der selbstständigen Kadamba-Könige, die fortan nur noch als Vasallen der Yadavas regierten.

### Kämpfe um die Vorherrschaft (1310 bis 1510)
Mit dem Vordringen des Generals Malik Kafur auf den Dekkan im Auftrag des Sultanats von Delhi im Jahre 1310 wurden die Yadavas entscheidend geschwächt und einige Jahre darauf ausgelöscht. 1312 unterlag auch Goa dem nordindischen Sultanat. Nach kurzer Besatzung durch die Truppen des Sultanats und der Zerstörung Govapuris erreichten die Kadambas wieder ihre Unabhängigkeit. Zur Hauptstadt machten sie erneut Chandrapura. Dem Reich blieb jedoch nur eine kurze Friedenszeit beschieden, denn schon unter Muhammad Shah II. (regierte 1325 bis 1351) führte das Delhi-Sultanat abermals Krieg, zerstörte Chandrapura und besiegelte damit den endgültigen Untergang der Kadambas.
Das Sultanat von Delhi vermochte seine Macht auf dem Dekkan jedoch nicht lange aufrechtzuerhalten. 1347 fiel Goa unter die Herrschaft des Bahmani-Sultanats, das sich kurz zuvor abgespalten hatte. Für Goa begann damit eine Zeit der Intoleranz, in der Hindus verfolgt wurden. Gleichzeitig begann im Süden das hinduistische Großreich Vijayanagar zu erstarken, das zum Hauptgegner der Bahmaniden aufstieg. Auch um Goa führten die beiden verfeindeten Staaten Krieg, bis es 1380 von Vijayanagar eingenommen wurde. Für mehrere Jahrzehnte herrschten wieder Frieden und Wohlstand, besonders der Handel mit Arabien, wo die Vijayanagar-Herrscher Pferde für ihre Reiterei bezogen, gewann erneut an Bedeutung. Auf den Trümmern des alten Govapuri erbaute man die neue Hauptstadt Ela.
Erst 1471 gelang den Bahmaniden die Rückeroberung, doch nur wenige Jahre später begann der Zerfall des Sultanats, aus dem ab 1490 die fünf Dekkan-Sultanate hervorgingen. Im westlichen Teil des ehemaligen Bahmanidenreiches, einschließlich Goa, errichtete die Dynastie der Adil Shahi 1490 das Sultanat Bijapur.

### Portugiesische Kolonialherrschaft (1510 bis 1961)

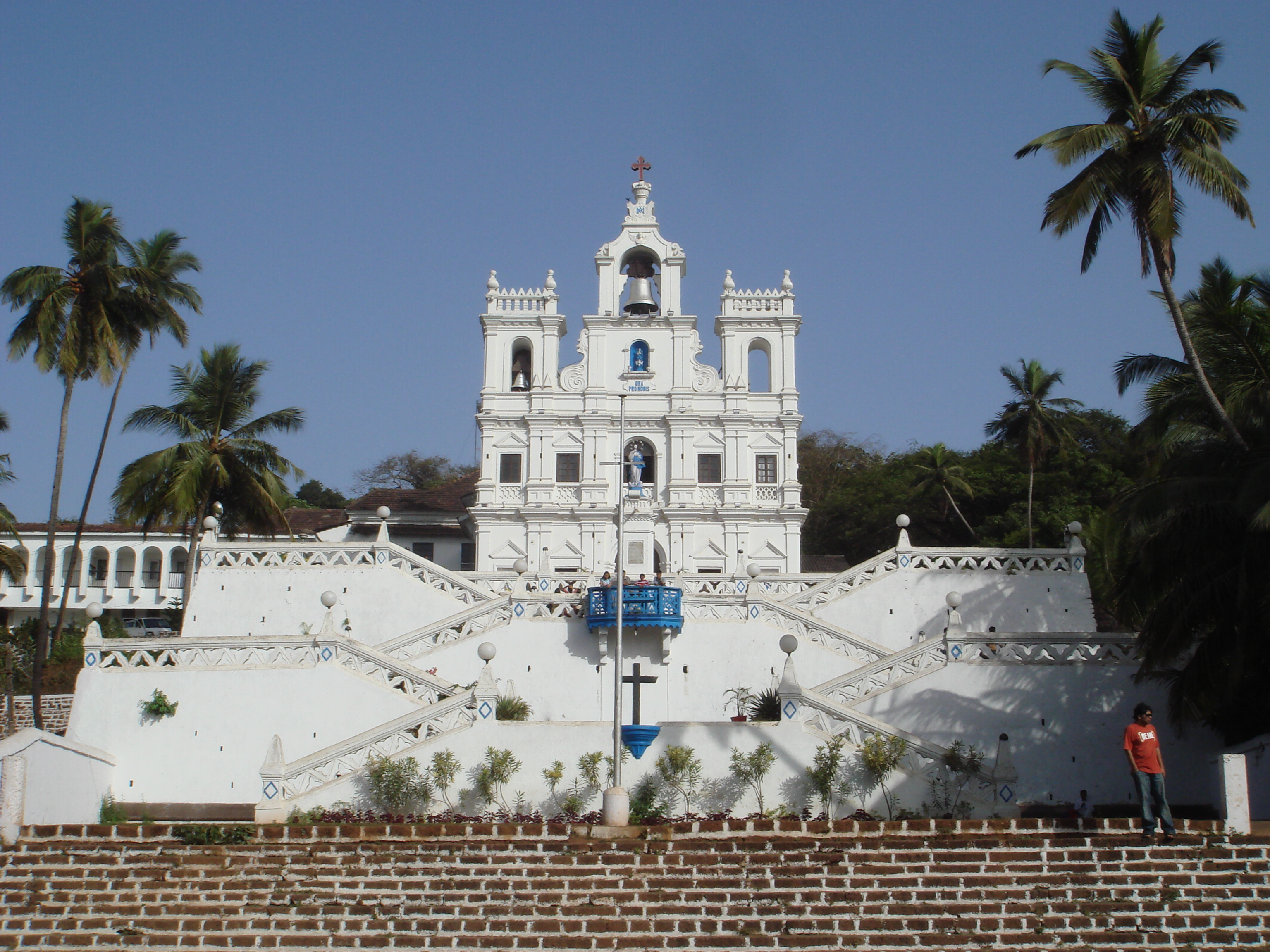
Kirche Unserer Lieben Frau der Unbefleckten Empfängnis in Panaji, seit 1843 Hauptstadt Goas

#### Festigung der portugiesischen Herrschaft
1498 waren die Portugiesen unter Vasco da Gama zum ersten Mal an der indischen Küste bei Kalikut gelandet. Schnell verstanden sie es, die Feindschaften der indischen Regionalreiche zu ihren Gunsten auszunutzen. Afonso de Albuquerque ging ein Bündnis mit Vijayanagar gegen Bijapur ein. 1510 eroberte er mit Unterstützung der Flotte Vijayanagars die Gegend um die heutigen Städte Panaji und Velha Goa. Sultan Yusuf Adil Shah von Bijapur kehrte aber aus dem Landesinneren mit 40.000 Mann zurück und eroberte die Stadt direkt wieder zurück. Albuquerque reagiert aber schon im November 1510 wieder darauf und beseitigt die zur Verteidigung zurückgelassenen 10.000 Soldaten des Sultans sowie alle Muslime der Stadt in einem großen Blutbad. Die Hindus wurden verschont und Albuquerque motivierte seine portugiesischen Mitstreiter, Inderinnen zur Frau zu nehmen und als Startkapital wurden muslimische Ländereien übertragen. 
Von da an wurde Goas Schicksal rund 450 Jahre lang fast ununterbrochen von den Portugiesen bestimmt.
Im 16. Jahrhundert trafen fast jedes Jahr eine von Lissabon kommende portugiesische Handelsflotte in Goa ein. Die Verwaltung Goas oblag einem Generalgouverneur, von denen einige auch den Titel eines Vizekönigs führten, der von Goa aus bis ins 18. Jahrhundert alle portugiesischen Besitzungen in Indien und Ostafrika direkt verwaltete, dessen Oberhoheit aber auch die Gouverneure und Statthalter anderer portugiesischer Besitzungen in Asien unterstanden. Ab 1757 war Goa Mittelpunkt der Kolonie Portugiesisch-Indien (Estado da Índia). Prägend für die Frühzeit der portugiesischen Epoche wurden der erste Gouverneur und Vizekönig Francisco de Almeida (1505–1509) sowie als zweiter Gouverneur (1509–1515) sein Nachfolger Afonso de Albuquerque. Vor allem dieser hatte begriffen, dass das kleine, bevölkerungsarme Portugal nicht in der Lage war, seine Herrschaft auf Landbesitz zu begründen. Unter seiner Führung stützten sich die Portugiesen daher auf ihre Seemacht. Albuquerque eroberte und sicherte die wichtigsten Stützpunkte an den afrikanischen und asiatischen Küsten des Indischen Ozeans, so dass im Falle von Gefahr das portugiesische Indiengeschwader schnell zu den Konfliktherden verlegt werden konnte.
1543 rang Portugal den Adil Shahi von Bijapur die Gebiete Bardez im Norden und Salcete weiter südlich an der Küste ab. Auch an der Malabarküste, in Malakka, Ceylon und Macau gewann es Stützpunkte. Auf dem Höhepunkt portugiesischer Macht im 16. Jahrhundert wurde Velha Goa zur blühenden Stadt, bekannt als Goa Dourada („Goldenes Goa“).
Mit der Hochzeit des portugiesischen Kolonialreiches hielt auch der Katholizismus verstärkt Einzug in Goa. Vor allem Jesuiten wie Francisco Xavier trieben die Missionierung voran. Xavier gründete 1542 das St.-Pauls-Kolleg für die Ausbildung der Missionare und machte es damit zur Basis der Mission. Clemens VII. errichtete am 31. Januar 1533 in Goa eine Diözese, die am 4. Februar 1557 von Paul IV. zur Erzdiözese erhoben wurde. Ihr Jurisdiktionsbereich erstreckte sich damals von Kap der Guten Hoffnung bis Japan. Von 1560 bis 1812 verfolgte die Inquisição de Goa, die dem Generalinquisitor von Portugal unterstand, die Ausübung aller anderer Religionen als der katholischen, vor allem des Hinduismus.

#### Niedergang Goas
Der Niedergang der Kolonialmacht Portugal setzte 1580 mit dem Aussterben des Königshauses Avis und der folgenden Personalunion mit Spanien (bis 1640) ein. Während dieser Zeit wurden die Niederländer zum Hauptgegner in Asien. Während die Besitzungen an der Malabarküste bis 1663 vollständig verloren gingen, konnte Goa den niederländischen Angriffen der Jahre 1603 und 1639 widerstehen. Dennoch war der Bedeutungsverlust des einstigen „Goldenen Goas“ mit dem Niedergang Portugals nicht mehr aufzuhalten.
Aus dem Norden drohte in der zweiten Hälfte des 17. Jahrhunderts neue Gefahr: Die Marathen unter Shivaji (reg. 1674–1680) und dessen Sohn und Nachfolger Sambhaji (reg. 1680–1689) dehnten ihre Macht auf große Teile des vormaligen Bijapurs aus. Nachdem die nördlichen Bereiche Goas belagert und erobert worden waren, schien das Ende der portugiesischen Herrschaft besiegelt. Nur der Krieg des Mogulreiches gegen die Marathen brachte diese 1683 von ihrem Vorhaben, der Eingliederung Goas, ab. 1737 kam es erneut zum Krieg gegen die Marathen, die innerhalb von zwei Jahren fast ganz Goa überrannten. Nur das Eintreffen einer Flotte des neuen Vizekönigs verhinderte den Verlust Goas.
Seuchen hatten die Bevölkerung Velha Goas im späten 17. und frühen 18. Jahrhundert stark vermindert. 1759 verlegte der Vizekönig daher seinen Sitz in die nahe gelegene, aufstrebende Stadt Panaji, von den Portugiesen Pangim genannt. Velha Goa blieb zwar Hauptstadt, verkam aber mehr und mehr zur Geisterstadt, bis die Hauptstadt 1843 auch offiziell nach Panaji verlegt wurde.
Gegen Ende des 18. Jahrhunderts dehnte Portugal auf Kosten des Königreiches Sunda seinen Besitz auf die Größe des heutigen Goa aus. Bicholim (1781), Satari (1782), Pernem (1788), Ponda, Quepem, Sanguem und Canacona (alle 1791) waren die letzten Gebietsgewinne der Portugiesen auf dem indischen Subkontinent. Noch während der Expansion im Jahre 1787 begehrte die einheimische Bevölkerung erstmals gegen ihre portugiesischen Herren auf, jedoch ohne Erfolg.
Napoleons Ägyptenfeldzug (1798–1801) zielte langfristig auf die Eroberung der britischen und portugiesischen Besitzungen in Indien. Die Briten boten Portugal, mittlerweile unfähig, sein Weltreich allein zu verteidigen, ihren Schutz an und hielten Goa von 1799 bis 1813 besetzt. Auf ihren Druck hin schaffte man 1814 die Inquisition endgültig ab.

#### Unabhängigkeitsbestrebungen im 20. Jahrhundert

Wappen von Portugiesisch-Indien ab 1935

Die Ausrufung der Republik in Portugal am 5. Oktober 1910 hatte für Goa die Glaubensfreiheit zur Folge. Zum ersten Mal seit dem Beginn der europäischen Herrschaft durften nun auch Hindus ihre Religion frei ausüben. Auch wenn die erste Republik in Portugal instabil blieb und 1926 wieder gestürzt wurde, erwachte in Goa doch der Ruf nach Freiheit und es begann sich der Widerstand gegen die Kolonialherren nach dem Vorbild der Freiheitsbewegung in Britisch-Indien zu regen.
Nach der Unabhängigkeit Indiens im Jahre 1947 erhöhte sich der Druck auf Portugal, auch seine Kolonien in Indien – neben Goa die Städte Daman (Damão) und Diu sowie die Enklaven Dadra und Nagar Haveli – an Indien abzutreten. Entsprechende Aufforderungen des indischen Ministerpräsidenten Jawaharlal Nehru lehnte der Estado Novo jedoch ab. Auch im Inneren wurden Unabhängigkeitsbewegungen, wie die Jai-Hind-Bewegung, teils gewaltsam unterdrückt.
1955 stürmten Unbewaffnete das Fort von Tiracol und hissten dort die indische Flagge. Portugal wies die Männer aus, woraufhin Nehru erklärte, dass die Anwesenheit der Portugiesen auf dem indischen Subkontinent unerwünscht sei und eine Blockade der portugiesischen Kolonien in Indien anwies. Die Regierung in Lissabon lenkte unterdessen nicht ein.

### Goa im unabhängigen Indien
Am 18. Dezember 1961 marschierten Truppen der Streitkräfte Indiens mit etwa 20-facher Übermacht in Goa ein. Das Unternehmen trug den Namen „Operation Vijay“ (von Hindi विजय vijaya, „Sieg“) und war nach 26 Stunden abgeschlossen. Portugiesische Streitkräfte und goanische Truppen kämpften auf verlorenem Posten. Die geplante Entsendung der portugiesischen Verstärkung wurde abgebrochen, nachdem Ägyptens Staatspräsident Nasser für die Flotte den Sueskanal sperren ließ. Indien bombardierte strategische und zivile Ziele in Goa, Damão und Diu, unter anderem den Marktplatz von Damão. Entgegen dem Befehl, bis zum letzten Mann zu kämpfen, unterschrieb der portugiesische Gouverneur, Manuel António Vassalo e Silva, am 19. Dezember, dem Goa Liberation Day, die Kapitulation. Er wurde wegen Feigheit und Befehlsverweigerung aus der Armee entlassen, verlor Rang und Pensionsanspruch und musste ins Exil gehen.
Im darauffolgenden Jahr wurde Goa zusammen mit Daman und Diu zu einem indischen Unionsterritorium. Eine eingebrachte Resolution im UN-Sicherheitsrat gegen die Annexion scheiterte am Veto der Sowjetunion. In den folgenden Jahren erkannten mehrere Regierungen die Annexion an. Portugal erkannte die Angliederung an Indien 1974, nach dem Sturz der Diktatur in der Nelkenrevolution, an.
In einer Volksabstimmung sprachen sich die Goaner 1967 gegen einen Anschluss an den Bundesstaat Maharashtra aus. Kritiker des Anschlusses befürchteten eine Benachteiligung der Interessen der überwiegend konkanisprachigen Bevölkerung. Schließlich wurde Goa aus den verwalteten Territorien herausgelöst und am 30. Mai 1987 zu einem eigenständigen Bundesstaat Indiens erhoben, allerdings ohne Daman und Diu.

## Politik

### Politisches System
Goa wird von der Hauptstadt Panaji am linken Ufer des Mandovi aus verwaltet. Der Sitz des Parlaments ist in Porvorim auf dem gegenüberliegenden Mandovi-Ufer. Der für Goa zuständige höchste Gerichtshof befindet sich dagegen im rund 400 Kilometer entfernten Mumbai. In Panaji sitzt lediglich ein Richter des Bombay High Court. Goas Parlament, die Goa Legislative Assembly, ist ein Einkammerparlament mit 40 auf fünf Jahre gewählten Abgeordneten. Die Regierungsgewalt liegt beim Chefminister (Chief Minister), der vom Parlament gewählt wird. Formell steht ihm der vom indischen Präsidenten ernannte Gouverneur (Governor) vor, dessen Aufgaben jedoch hauptsächlich repräsentativ sind. Die wichtigste Funktion des Gouverneurs ist die Ernennung des Chefministers, außerdem hat er das Recht, das Parlament aufzulösen.
Goa stellt zwei Abgeordnete in der Lok Sabha, dem Unterhaus des indischen Parlaments, und einen in der Rajya Sabha, dem indischen Oberhaus.

### Parteien
Die beiden stärksten politischen Parteien in Goa sind die Kongresspartei (INC) und die hindu-nationalistische Bharatiya Janata Party (BJP). Die beiden ehemals dominierenden goanischen Regionalparteien haben dagegen viel Unterstützung eingebüßt: Die traditionell von den nicht-brahmanischen Hindus unterstützte Maharashtrawadi Gomantak Party (MGP), die vom Ende der portugiesischen Kolonialherrschaft 1962 bis 1979 die Regierung Goas stellte, hat inzwischen den Großteil ihrer Stammwählerschaft an die BJP verloren. Die früher vor allem von der christlichen Bevölkerung gewählte United Goans Democratic Party ist mittlerweile gar nicht mehr im Parlament vertreten.
Die Parlamentswahl 2012 entschied die BJP im Bündnis mit der MGP für sich. Die BJP gewann 21 von 40 Wahlkreisen und konnte somit alleine regieren, die MGP kam auf drei Sitze im Parlament. Die zuvor regierende Kongresspartei wurde deutlich abgestraft und kam nur auf neun Sitze. Ebenfalls im Parlament vertreten waren die Regionalpartei Goa Vikas Party mit zwei Abgeordneten und fünf Unabhängige. Nach der Wahl wurde Manohar Parrikar von der BJP zum Chief Minister Goas gewählt. Er hatte das Amt zuvor bereits 2000 bis 2005 inne. 2014 wechselte Parrikar als Bundesminister nach Neu-Delhi und wurde durch seinen Parteikollegen Laxmikant Parsekar ersetzt. Auch bei der gesamtindischen Parlamentswahl 2014 war die landesweit siegreiche BJP in Goa erfolgreich und gewann beide Wahlkreise des Bundesstaates für sich. Bei der Parlamentswahl in Goa 2017 verlor die BJP deutlich und gewann 13 Wahlkreise. Die Kongresspartei legte entsprechend zu und kam auf 17. Die MGP behauptete ihre 3 Sitze, die erst im Vorjahr gegründete Goa Forward Party (GFP) kam ebenfalls auf 3 Sitze und die Nationalist Congress Party (NCP) auf einen. Drei Wahlkreise wurden von Unabhängigen gewonnen.  Nach kurzen Verhandlungen kam es zur Bildung einer Koalition aus  BJP, MGP und GFP. Am 16. März 2017 wurde Manohar Parrikar, der bereits den Wahlkampf der BJP im Wesentlichen geführt und organisiert hatte, zum neuen Chief Minister gewählt. Parrikar verstarb am 17. März 2019 nach längerer Krankheit. Als sein Nachfolger wurde am 19. März 2019 Pramod Sawant (BJP) vereidigt. Bei der Parlamentswahl in Goa am 14. Februar 2022 erzielte die BJP deutliche Sitzgewinne und die Kongresspartei erlitt entsprechende Verluste. Am 28. März 2022 wurde Pramod Sawant erneut als Chief Minister vereidigt. Seine Regierung wurde von den zwei MGP-Abgeordneten und drei Parteilosen unterstützt.

## Verwaltungsgliederung

Distrikte und Talukas von Goa

Indiens kleinster Bundesstaat ist in zwei Distrikte, North Goa (Nordgoa) und South Goa (Südgoa), eingeteilt. Jeder Distrikt ist wiederum in mehrere Verwaltungsbezirke, genannt Taluka, untergliedert. Nordgoa umfasst die Talukas Pernem, Bardez, Bicholim, Satari und Tiswadi. Zu Südgoa gehören Ponda (seit Januar 2015), Mormugao, Salcete, Sanguem, Quepem, Canacona und Dharbandora. Insgesamt umfasst Goa also 12 Talukas. Den beiden Distrikten entsprechen die Wahlkreise North Goa und South Goa, die im Unterhaus des indischen Parlaments, der Lok Sabha, durch jeweils einen Abgeordneten vertreten sind.
| Distrikt  | Verwaltungssitz | Fläche    | Einwohner (2011) | Bev.- dichte |
| --------- | --------------- | --------- | ---------------- | ------------ |
| North Goa | Panaji          | 1.736 km² | 817.761          | 471 Ew./km²  |
| South Goa | Margao          | 1.963 km² | 639.962          | 326 Ew./km²  |

## Wirtschaft

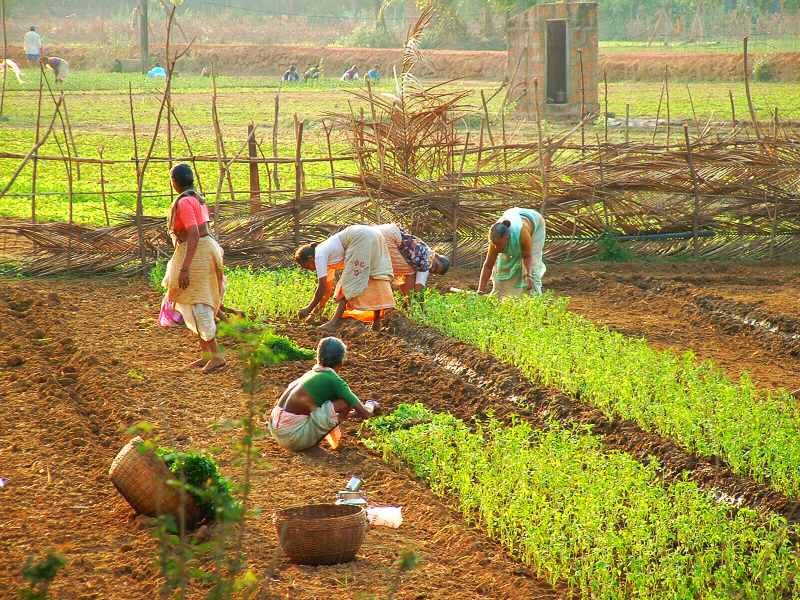
Frauen bei der Landarbeit, Taluka Pernem im Norden Goas

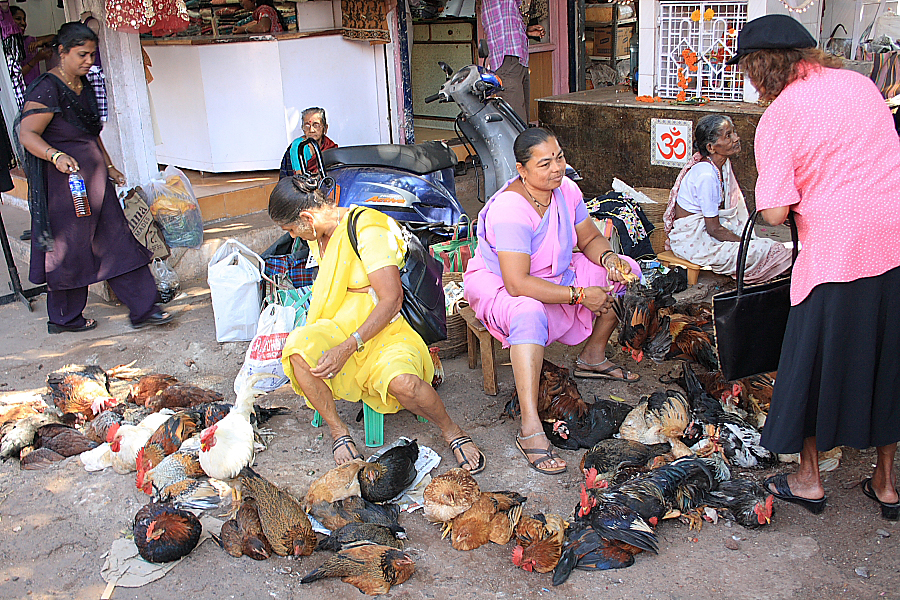
Markt in Mapusa im Norden Goas

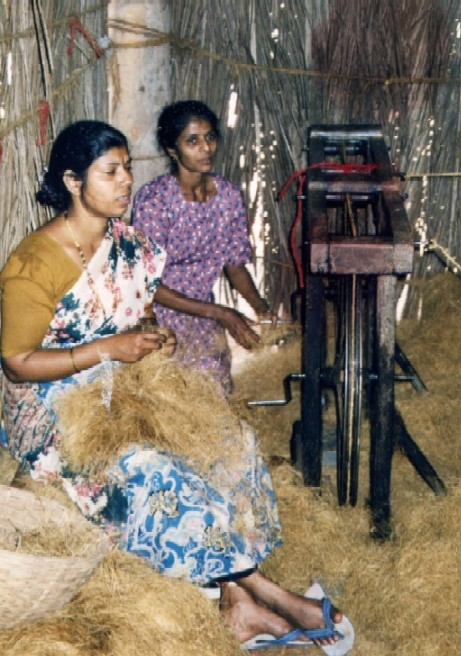
Herstellung von Sisal in Goa (Salcete)

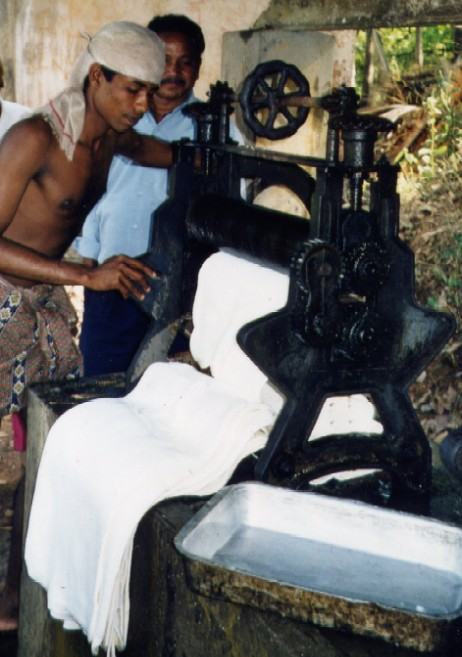
Herstellung von Kautschuk in Goa (Salcete)

### Landwirtschaft und Fischerei
Da nur 38 Prozent der Landesfläche Goas landwirtschaftlich genutzt werden können, ist der Bundesstaat auf Lebensmitteleinfuhren aus den Nachbarbundesstaaten Karnataka und Maharashtra angewiesen. Die Ebenen entlang der Flüsse Mandovi und Zuari sind zwar fruchtbar, aber auch dicht besiedelt. Zudem stellt die zunehmende Versalzung vieler Böden ein großes Problem dar. Die Hoch- und Bergländer sind unfruchtbar und teils dicht bewaldet. Dennoch arbeitet noch immer ein großer Teil der Bevölkerung in der Landwirtschaft. Die wichtigsten Anbauerzeugnisse sind Reis, Zuckerrohr, Kokos- und Cashewnüsse. In geringerem Maße werden auch Gemüse- und Obstsorten angebaut, vor allem Mangos, Bananen, Ananas und Jackfrüchte. 2001/02 trug die Landwirtschaft 15 Prozent zum Bruttoinlandsprodukt (BIP) Goas bei.
Die Fischerei war in Goa schon immer von besonderer Bedeutung, und auch heute noch verdienen viele Goaner ihren Lebensunterhalt damit. Zunehmend werden jedoch die traditionellen Fischerboote motorisiert sowie Hochseefischereiflotten ausgerüstet. Mittlerweile übersteigen die jährlichen Fänge den einheimischen Verbrauch bei weitem. Daraus kann zwar die fischverarbeitende Industrie großen Nutzen ziehen, andererseits werden aber viele Küstengebiete überfischt. Dies hat in den letzten Jahren zu Rückgängen bei den Fischfangerträgen geführt.

### Bergbau
Goa gehört zu den Haupteisenerzerzeugern Indiens. 2001/02 wurden 11,4 Millionen Tonnen Eisenerz gefördert, das entsprach rund 14 Prozent der gesamten indischen Fördermenge. Ein großer Teil davon wird über den Hafen Mormugao exportiert. Hauptabnehmer ist Japan, das etwa die Hälfte des aus Goa ausgeführten Eisenerzes kauft. Außer Eisenerz wird in Goa auch Mangan gefördert.

### Industrie
Goa entwickelte sich nach der portugiesischen Kolonialzeit zu einem der höher industrialisierten indischen Bundesstaaten. Rund ein Viertel des BIP wird im industriellen Sektor erwirtschaftet. Die stärksten Industriezweige sind die Nahrungs- und Genussmittel-, metallverarbeitende, Holz- und Papier-, Gummi-, Kunststoff-, chemische, pharmazeutische, elektrotechnische sowie die Textilindustrie. Auch die Computerindustrie hat sich in jüngerer Zeit etabliert.

### Dienstleistungen
Über die Hälfte des goanischen Bruttoinlandsprodukts entfällt auf den Dienstleistungsbereich. Er erzielt seit Mitte der 1990er Jahre teils zweistellige Zuwachsraten. 25 Prozent des BIP werden im Bank- und Versicherungswesen sowie im Immobilienbereich erwirtschaftet. 20 Prozent entfallen auf Fremdenverkehr, Gastronomie, Transportwesen und Kommunikation.

### Tourismus
Der Tourismus bildet eine der tragenden Säulen der Wirtschaft Goas. Der Bundesstaat zählt zu den beliebtesten Reisezielen in Indien und trägt etwa zwölf Prozent zu den ausländischen Besucherzahlen bei. 2004 kamen 2,2 Millionen Urlauber nach Goa, darunter über 200.000 aus dem Ausland. Besonders hoch besucht ist Goa in den Wochen um Neujahr. Der Tourismus begann in den späten 1960er Jahren mit der Ankunft einiger Hippie-trail-Reisender an Goas Stränden.
In den 1980er Jahren gelang es westeuropäischen Firmen durch Grundstücksspekulationen und Bestechung Teile der Küstengegend Goas in Besitz zu nehmen, und dort Tourist resorts zu errichten. Die goanesische Regierung verhinderte küstennahe Ansiedlungen, erlaubte jedoch Spielcasinos im Landesinneren. Das Problem der Müllentsorgung sowie die teilweise mangelhafte Versorgung mit Trinkwasser wurde dabei nicht gelöst, da Süßwasser aus der öffentlichen Wasserversorgung abgeleitet und dazu benutzt werden, die Swimmingpools der Resorts zu füllen. Die Neubauten beschränken sich weitgehend auf die unmittelbare Umgebung der leicht zugänglichen Strände am Arabischen Meer.
Die ab den 1970er Jahren veranstalteten Goapartys und die in den 1990er Jahren entstandene Goa-Musik machten den Bundesstaat international bekannt. Für junge Israelis war Goa nach ihrem dreijährigen Militärdienst ein beliebtes Reiseziel. Von etwa 50.000 Israelis, die jährlich den Militärdienst beenden, sollen laut Schätzungen in den 2000er Jahren etwa die Hälfte anschließend eine Reise nach Goa unternommen haben. Später wurde die Region vor allem bei russischen Touristen beliebt.

### Soziales
Mit einem Pro-Kopf Bruttoinlandsprodukt von 224.138 Rupien (4.903 US-Dollar) im Jahre 2015 lag Goa auf Platz 1 von 29 indischen Bundesstaaten. Goa ist damit der mit Abstand reichste Bundesstaat Indiens und knapp dreimal wohlhabender als der indische Durchschnitt. Dazu tragen unter anderem der Tourismus und der verhältnismäßig hohe Industrialisierungsgrad bei, sowie die Anzahl an Auslandsgoaner, die regelmäßig Überweisungen an ihre Verwandten in Goa vornehmen.
Die Gesundheitsversorgung ist besser als in zahlreichen anderen Bundesstaaten, wo sie vor allem auf dem Land oft als unzureichend betrachtet wird. Daher weist Goa verhältnismäßig gute Gesundheitsindikatoren auf. So lag beispielsweise die Kindersterblichkeit im Jahre 2000 mit 17 Totgeburten auf 1000 Lebendgeburten unter dem gesamtindischen Wert (63 auf 1000), aber immer noch um das Drei- bis Vierfache über der Sterblichkeit in Industrieländern. Die Fertilitätsrate betrug 1,74 Kinder pro Frau (Stand: 2016) während der indische Durchschnitt im selben Jahr bei 2,23 Kinder lag.
Mit einem Wert von 0,763 erreicht Goa den zweiten Platz unter den 29 Bundesstaaten Indiens im Index der menschlichen Entwicklung. Nur Kerala erreichte noch besseren Entwicklungsindikatoren.

### Infrastruktur
Zwei National Highways durchqueren Goa. Der NH-17 verbindet Mumbai im Norden mit der südlich von Goa gelegenen Hafenstadt Mangaluru. Der NH-4A verläuft zwischen der Hauptstadt Panaji und der östlich gelegenen Stadt Belagavi in Karnataka. Zusammen haben die National Highways in Goa eine Länge von 224 Kilometern. Goas Straßennetz umfasst insgesamt rund 7200 Kilometer und ist damit das dichteste aller indischen Bundesstaaten.
Schienenanschlüsse in die wichtigsten Städte des Landes, unter anderem nach Bengaluru, Delhi, Mumbai und Hyderabad, bestehen über die South Central Railway zwischen Vasco da Gama und Hubballi. Außerdem ist Goa an die Konkanbahn zwischen Mumbai und Mangaluru angeschlossen. Als Hauptverkehrsmittel innerhalb Goas dienen privat betriebene Buslinien, welche die größeren Städte mit ländlichen Gegenden verbinden.
Bis in die späten 1980er Jahre verkehrte eine regelmäßige Fähre zwischen Panaji und Mumbai. Auf Grund von Dieben, die sich auf den Schiffen betätigten, und häufigen technischen Problemen wegen mangelnder Wartung wurde der Verkehr eingestellt; für Reisegruppen verkehren bisweilen Luftkissenboote.
Der Flughafen Dabolim (IATA-Code: GOI, ICAO-Code: VAGO) bei Vasco da Gama, war ursprünglich ein Militärflugplatz, der inzwischen auch zivil genutzt wird und zum internationalen Flughafen ausgebaut wurde. Linienflüge ins Ausland bestehen auf die Arabische Halbinsel, nach Westeuropa sowie in die USA. Im Dezember 2022 wurde ein zweiter Flughafen eröffnet, der Flughafen Mopa.

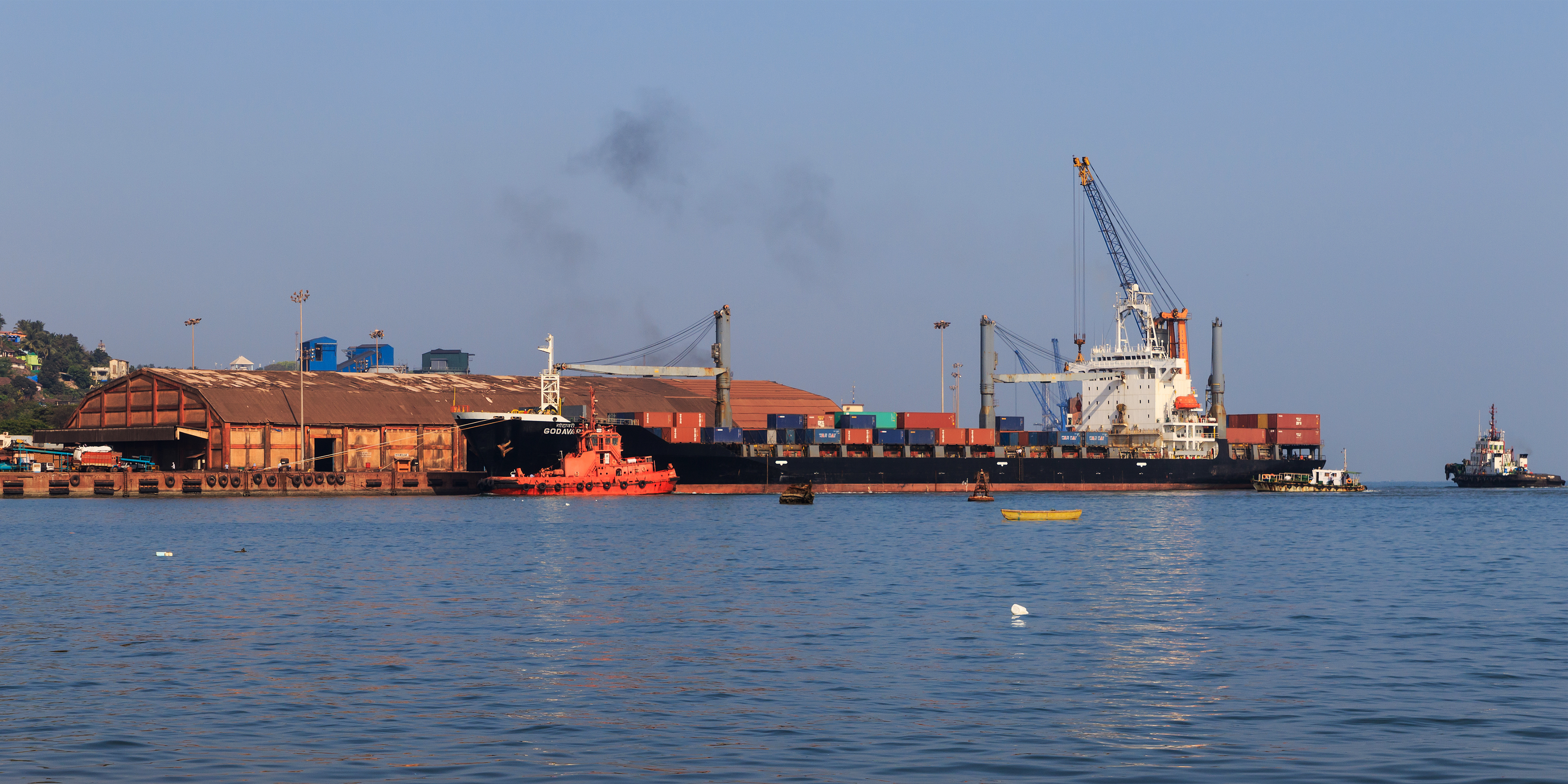
Der Hafen von Mormugao

Der Hafen von Mormugao zählt zu den wichtigsten Ausfuhrhäfen Indiens, besonders für Eisenerz. 2004/05 wurden dort 30,66 Millionen Tonnen umgeschlagen.

## Kultur
Mit der jahrhundertelangen Kolonialherrschaft der Portugiesen gingen kulturelle Einflüsse einher, sodass Goa heute von allen Regionen Indiens am stärksten europäisch geprägt ist. Am deutlichsten offenbart sich dies im Kernland Goas, das am längsten unter fremder Herrschaft stand und den höchsten katholischen Bevölkerungsanteil aufweist. Seit der Zugehörigkeit zu Indien sind jedoch mehrere Elemente mediterraner Kultur zurückgedrängt worden. So beispielsweise die portugiesische Sprache als Verwaltungs-, Rechts-, Literatur- und Bildungssprache. Deren Stellenwert nahm später die englische Sprache ein. Literarische Beiträge in englischer Sprache entstanden im 19. Jahrhundert. Zur Entwicklung und einer der ersten einheimischen Sprachen, dem Konkani, trugen im 16. und frühen 17. Jahrhundert missionarische Schriften bei, bis der Gebrauch der Sprache 1684 verboten wurde. Ein erneutes Aufleben findet seit Beginn des 20. Jahrhunderts und seit der Anerkennung der Konkani-Literatur durch die Sahitya-Akademie in den 1970er Jahren statt.

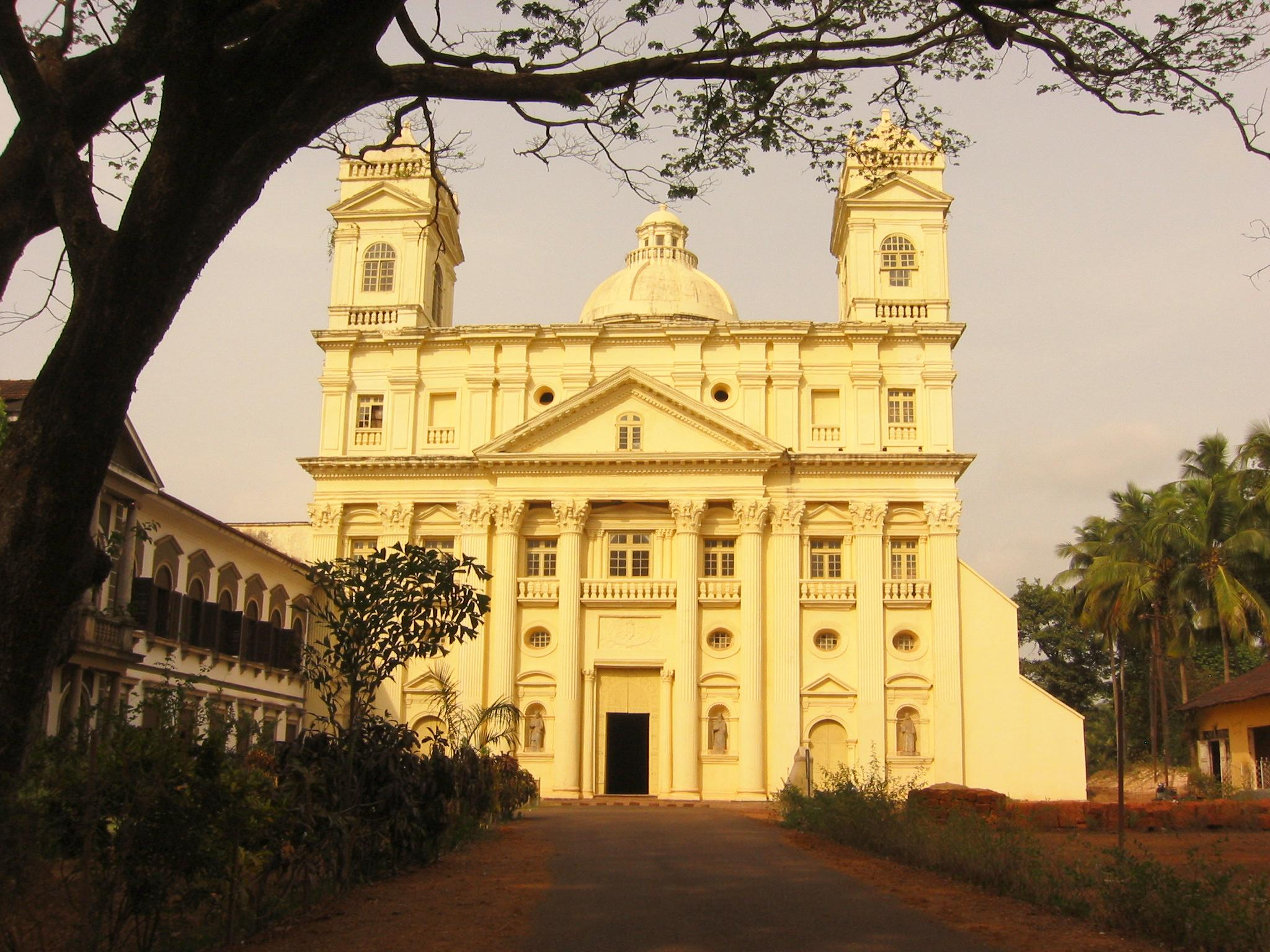
Kathedrale von St. Cajetan in Velha Goa: portugiesisches Kolonialerbe

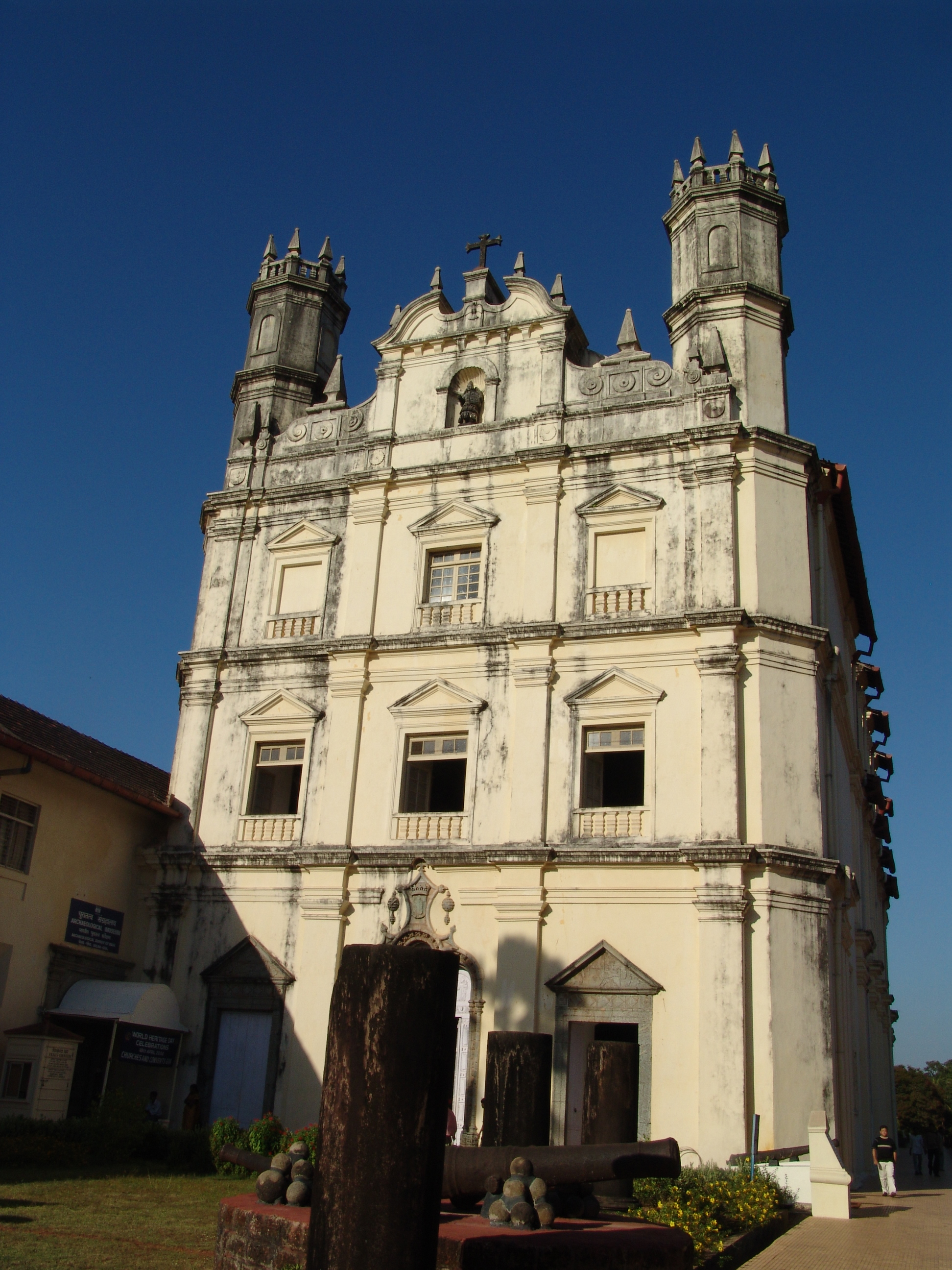
Die Kirche des Hl. Franziskus in Velha Goa

Ein architektonisches Erbe haben die portugiesischen Kolonialherrscher unter anderem in Form mehrerer Sakralbauten hinterlassen. So beispielsweise die Kirchen und Klöster der ehemaligen Hauptstadt Velha Goa, die seit 1986 zum UNESCO-Weltkulturerbe gehören. In der Basílica do Bom Jesus liegt Franz Xaver, von mehreren Katholiken als Schutzheiliger Goas angesehen, begraben. Herrenhäuser, die einst in portugiesischem Besitz waren, finden sich ebenfalls noch in Goa. Beispiele alter hinduistischer Tempelarchitektur beschränken sich dagegen auf die ländlichen Randgebiete, da christliche Eiferer in der Frühzeit der Kolonialherrschaft mehrere Tempel im Kernland zerstörten. Berühmt ist der Mangeshi-Tempel bei Ponda.
Konkani Pop und Hindi-Filmmusik erfreuen sich heute großer Beliebtheit. Internationale Bekanntheit erlangte Goa außerdem durch die gleichnamige Trance-Stilrichtung (siehe Goa (Musik)). Daneben sind traditionelle Konkani-Volkslieder weiterhin populär. Zu besonderen Anlässen wird der im 19. Jahrhundert entstandene Mando gesungen und getanzt. Er weist Elemente europäischer Tänze auf. Für Goa charakteristische Musikinstrumente sind die Kesseltrommel aus Ton ghumat, die einfellige Röhrentrommel samel, die zweifellige Röhrentrommel madlem (namens- und formverwandt mit der südindischen maddale) und Zimbeln (kansalim). Portugiesen brachten Violine und Mandoline.
Das beliebteste hinduistische Fest in Goa ist Ganesh Chaturthi. Das Shigmo-Fest wird zur gleichen Zeit wie das im restlichen Indien äußerst beliebte Frühlingsfest Holi begangen. Auch Diwali und Dussehra sind wichtige Feierlichkeiten für Hindus. Die christliche Bevölkerung feiert neben Weihnachten und Ostern auch Karneval, letzteren aber fast nur noch in den Städten und auch dort zunehmend als Touristenattraktion.
Auch in der Küche spiegeln sich sowohl indische als auch mediterrane Einflüsse wider. Reis und Fisch sind prägend für die goanesische Küche. Dabei werden unter anderem Kokosöl und -fruchtfleisch, verschiedene Gewürze (vor allem Chili, Kreuzkümmel, Koriander, Knoblauch, Kurkuma), Tamarinden und Essig verwendet. Fleischgerichte sind unter der katholischen Bevölkerung wesentlich verbreiteter als unter den Hindus. Zu Feiertagen sind Schweinefleischgerichte portugiesischen Ursprungs wie Vindaloo üblich. Zu Weihnachten verzehrt man traditionell die üppige Süßspeise Bibingka aus Eiern und Kokosmilch. Das beliebteste alkoholische Getränk ist der aus Kaschuäpfeln oder aus Palmwein (Toddy) der Kokospalme gebrannte, hochprozentige Fenny.

## Sport
In kaum einem Teil Indiens erfreut sich Fußball derart großer Beliebtheit wie in Goa. In der höchsten Spielklasse, der National Football League, ist Goa von jeher stark vertreten. Cricket, in anderen Gegenden Indiens der mit Abstand populärste Sport, gewinnt nicht zuletzt dank der intensiven Berichterstattung in den Medien immer mehr Anhänger.
Der Fußballverein Sporting Clube de Goa spielt in der National Football League. Ihre Heimspiele trägt die Mannschaft in Goas größtem Stadion, dem Nehru-Stadion (früher Fatorda-Stadion) nahe Margao aus, das rund 27.000 Zuschauern Platz bietet. Das Stadion ist auch Heimstätte der Vereine  Dempo SC, Salgaocar Sports Club und Churchill Brothers SC. Auch der Fransa-Pax FC spielte hier bis zu seiner Auflösung.
Der FC Goa spielt in der 2014 gegründeten Indian Super League.
2013 war Goa Austragungsort der Jogos da Lusofonia, der Spiele der Gemeinschaft der Portugiesischsprachigen Länder.

## Medien

### Printmedien
Die meistgelesenen Tageszeitungen Goas erscheinen in englischer Sprache (Herald, Navhind Times, Gomantak Times) oder Marathi (Gomantak, Tarun Bharat). Lediglich die in Devanagari geschriebene Zeitung Sunaparant erscheint auf Konkani. Darüber hinaus gibt es eine Vielzahl weiterer Zeitungen auf Marathi, die teils im benachbarten Bundesstaat Maharashtra verlegt werden. In den größeren Städten sind auch nationale Tageszeitungen im Umlauf. Zu den wichtigsten Zeitschriften gehören die englischsprachigen Nachrichtenmagazine Goa Today und Goan Observer sowie die Konkani-Wochenzeitschrift Vauraddeancho Ixtt (in lateinischer Schrift), ferner Gulab, Bimb (Konkani), Goa Messenger, Harbour Times (englisch) sowie die Computer-Zeitschrift DigITal Goa.

### Hörfunk
Nach dem Ende der portugiesischen Kolonialzeit übernahm das staatliche All India Radio den früheren portugiesischen Rundfunksender Emissora Goa. Lange Zeit war das regionale Programm von All India Radio das einzige Goas, bis Anfang 2006 im Zuge der allgemeinen Liberalisierung des indischen Hörfunkmarktes drei private Sender eine Funkgenehmigung erhielten.

### Fernsehen
In Goa können fast alle nationalen Programme empfangen werden. Darüber hinaus gibt es mehrere Regionalsender, darunter Goa Newsline, Goa 365, Goa Plus und  Goa TV. Während sich in den Städten das Kabelfernsehen durchgesetzt hat, ist der Empfang auf dem Land meist nur per Satellit möglich.

## Söhne und Töchter Goas
- Fernão Álvares do Oriente (16./17. Jh.), Militär und Autor
- Manuel de Santo António (1660–1733), portugiesischer Bischof und Kolonialverwalter
- Caetano de Lemos Telo de Meneses (1739–1795), Gouverneur von Portugiesisch-Timor
- Abbé Faria (1756–1819), geistlicher Hypnotiseur und Psychiater
- Manuel Joaquim de Matos Góis (1781–1832), portugiesischer Kolonialverwalter
- Antonio Francisco Xavier Alvares (1836–1923), Bischof
- Júlio Raymundo da Gama Pinto (1853–1945), portugiesischer Augenarzt
- Andrew Alexis D’Souza (1889–1980), Bischof von Poona
- Miguel Xavier dos Mártires Dias (1896–1933), portugiesisch-indischer Offizier und Kolonialverwalter
- Vithalrao Nagesh Shirodkar (1899–1971), indischer Gynäkologe
- Damodar Dharmananda Kosambi (1907–1966), indischer Mathematiker und Historiker
- Ignatius Salvador D’Souza (1912–1986), Bischof
- Ignatius P. Lobo (1919–2010), Bischof
- Bruno Dias Souza (1925–2025), portugiesisch-indischer Architekt und Hochschullehrer
- Ravindra Kelekar (1925–2010), indischer Autor, Übersetzer und Aktivist
- Victor de Mello (1926–2009), brasilianischer Bauingenieur
- Raul Nicolau Gonsalves (1927–2022), Erzbischof von Goa und Damão
- Evarist Pinto (* 1933), Erzbischof von Karachi
- Prafulla Dahanukar (1934–2014), indische Malerin
- Braz Gonsalves (* 1934), Jazzmusiker, Saxophonist
- Aleixo das Neves Dias (* 1944), Bischof
- Pundalik Naik (* 1952), indischer Lyriker, Romanautor, Dramatiker und Drehbuchautor
- Shripad Yesso Naik (* 1952), indischer Politiker
- Anil Couto (* 1954), Erzbischof von Delhi
- Manohar Parrikar (1955–2019), Politiker, Regierungschef Goas
- Laila (* 1980), indische Schauspielerin
- Mahesh Gawli (* 1980), indischer Fußballspieler